# ティラコレオ
ティラコレオ (Thylacoleo) は新生代漸新世から更新世（約160万 - 約5万年前）にかけてのオーストラリア大陸に生息していた有袋類の捕食者。双前歯目 - ウォンバット型亜目 - ティラコレオ科に属する絶滅した属である。属名は「有袋ライオン」の意味。和名はフクロライオン、英名では Marsupial Lion と呼ばれる。
獰猛な肉食獣であったとされるが、草食動物である現生のクスクス（ユビムスビ）に近縁である。本種やフクロオオカミ、タスマニアデビルなどの存在は、「かつてのオーストラリアが肉食爬虫類（メガラニアやメコスクス）によって支配されていた」とする古典的な説への反論材料になっているが、詳細は不明。

## 形態

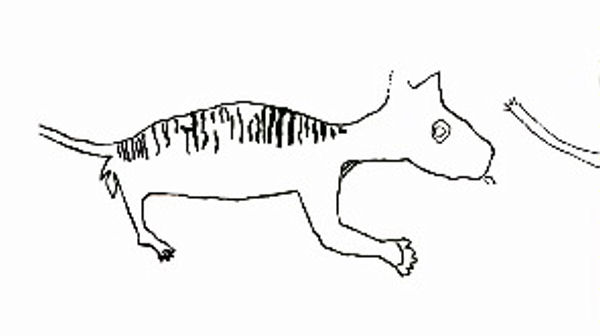
キンバリーにて発見された洞窟壁画

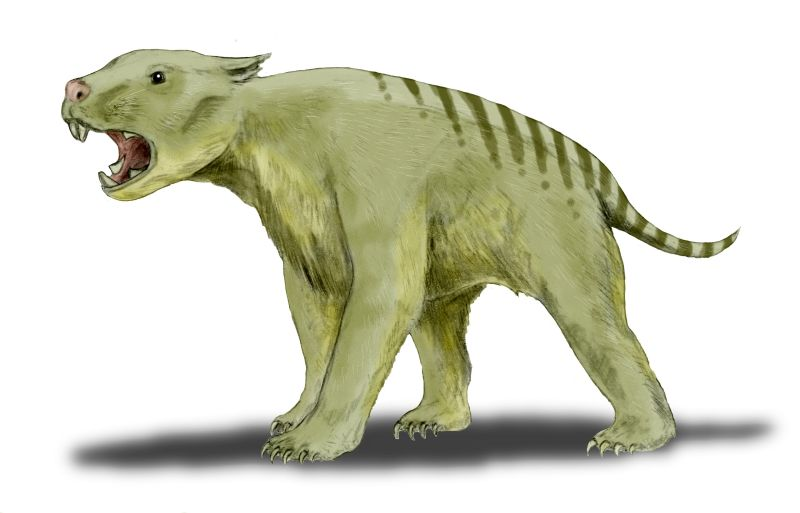
想像図

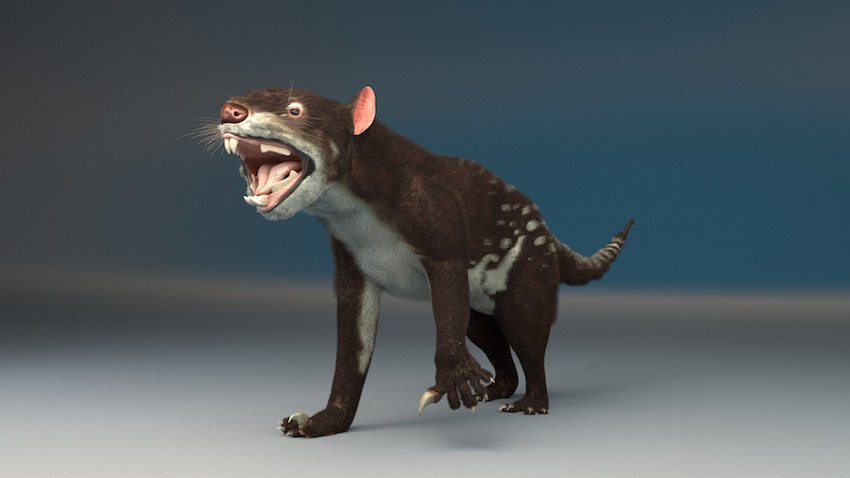
想像図

頭胴長1.2 - 1.3m、頭骨長約25cm、体重は100kg程と小型のヒョウほどの大きさと体格であったと推定されているが、発見されている最大の個体は体重が164kg程に達したとされており、小型のライオンやトラに匹敵する。
かなり発達した強力な顎と前肢を持った逞しい体形だった。前肢の親指は他の指と対向でき、太く、出し入れできる鉤爪があった。これにより、獲物を捕まえたり内臓をかき出したりできたと思われる。また、上下の顎には切歯が発達した鋭い牙と上下第三小臼歯及び下顎第一大臼歯からなる大型の裂肉歯を持っていた。咬む力は強く、オーストラリアのニューキャッスル大学の研究によれば、ブチハイエナの約2.5倍に達したと推定されている。植物食のクスクスと近縁であることからくる先入観と、裂肉歯の噛み合わせの形状が中生代白亜紀のケラトプス科の持つ頬歯列に類似していることなどから、これを果実や木の葉を食べるおとなしい植物食の動物だったとする学説も存在した。しかし発見された歯の咬面の磨耗の状態は肉食によるものであることが明らかで、植物食とは考えられず、現在では活発な捕食者だったと考えられている。鋭い切歯が他の多くの肉食性哺乳類の犬歯の役割を果たし、これによって獲物に致命傷を与えたものと思われる。
また、カンガルーにも似た筋肉質の長大な尻尾を持っており、chevronsと呼ばれる特化した尾の骨により、後脚と尻尾で立ち上がり前脚を使って切り裂いたり掴んだりなどの動作が可能であったと思われる。

## 生態

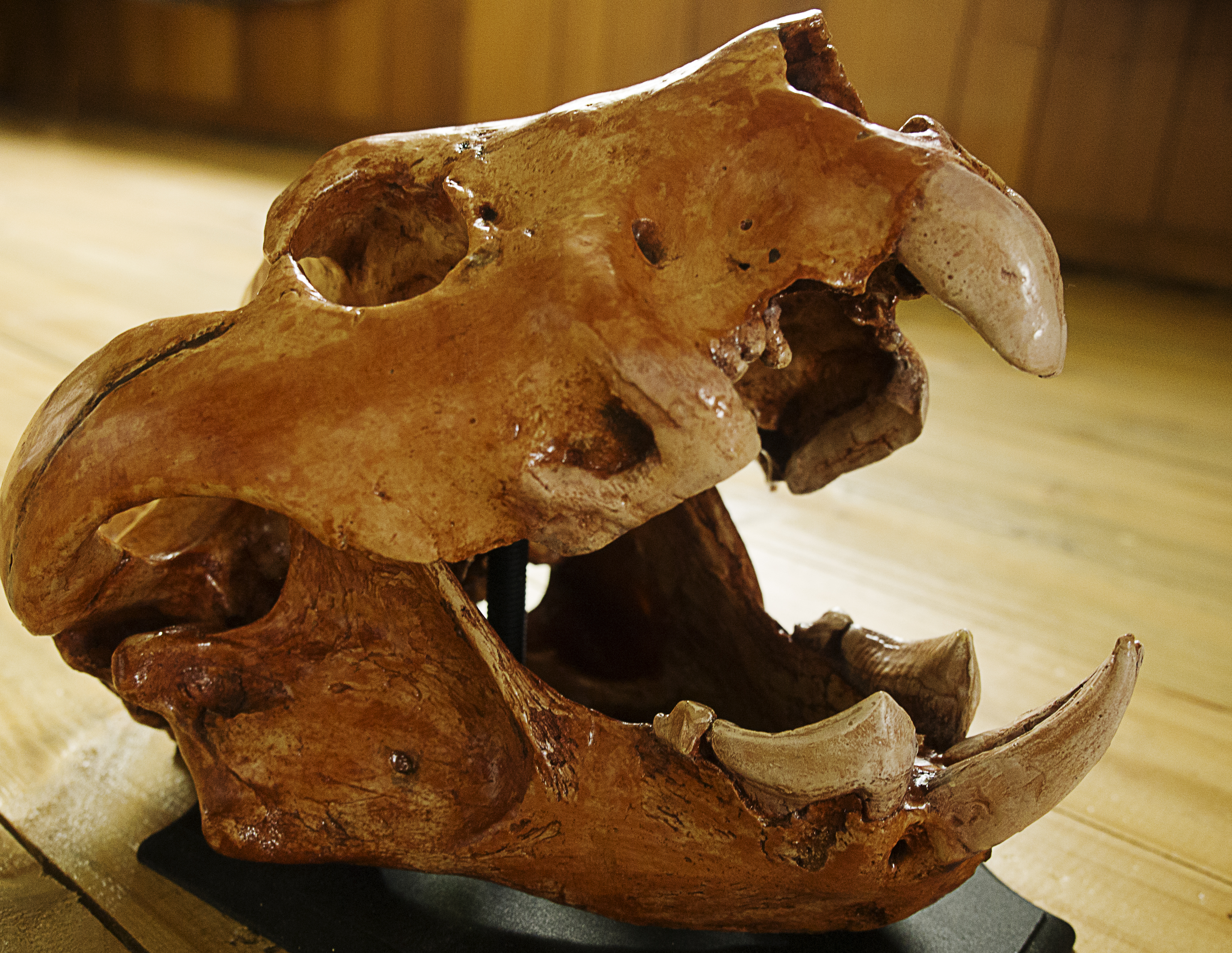
頭骨

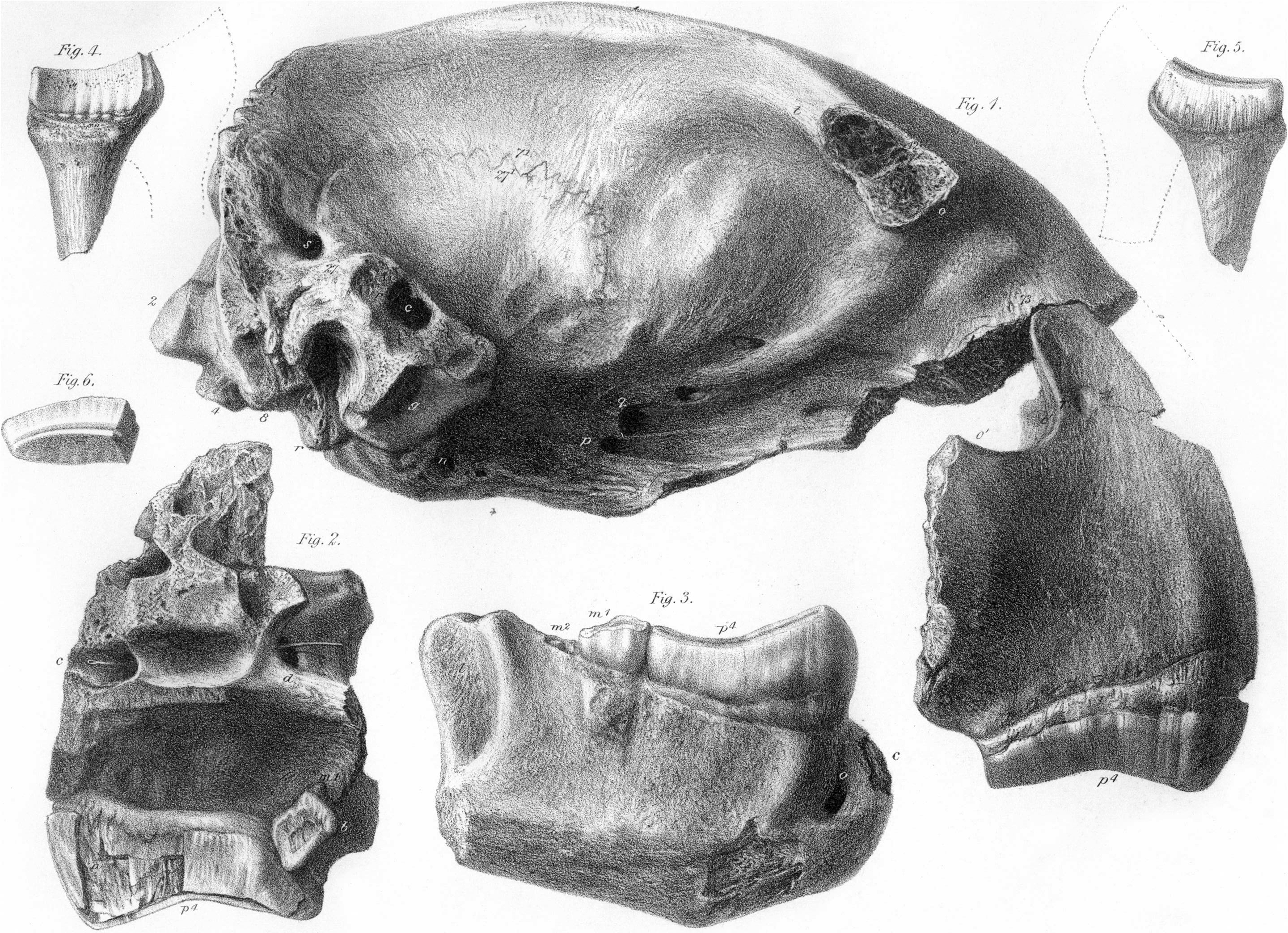
T. carnifex の頭骨断片のスケッチ（リチャード・オーウェン）

森などに生息していたと推定される。速く走ることができなかったため、獲物に忍び寄るか、木に登ったり茂みに隠れて待ち伏せをして飛び降り、大型草食動物を襲撃したと推定されている。茂みに隠れる待ち伏せ型の行動は、背中にストライプ状の模様があったと思われることからも合理的である。

## 絶滅

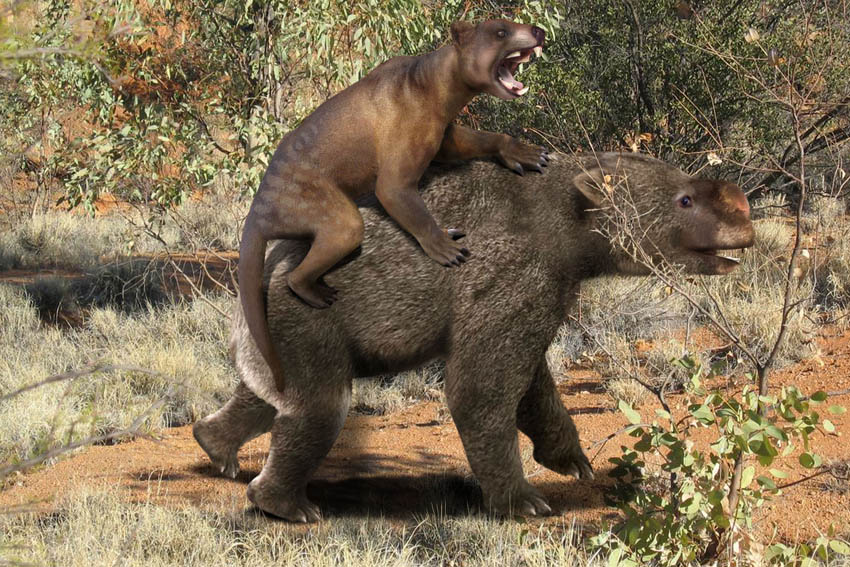
ディプロトドンを襲うティラコレオ

オーストラリアの大型動物層の大量絶滅が発生した時代は、北半球の大半と異なり現在と大差ない気候条件だった一方、ティラコレオの絶滅に人間の関与を証明する発見はなかった。だが、人類 （アボリジニ）の大陸への到来と生産活動（狩猟や焼き畑など）によって捕食動物の共絶滅（英語版）を含む大型動物を主とする生態系の大崩壊が発生したと仮定されている。ティラコレオの絶滅以降、 大陸の頂点捕食者（英語版）であったティラコレオの生態系地位（ニッチ）を占める存在は出現していない。

## UMA（未確認生物）
オーストラリアを騒がせている未確認動物「Marsupial Tiger Cat」または「クイーンズランド・タイガー」（英語版）や、オーストラリアの民話（英語版）や都市伝説に見られる「ドロップ・ベア」（英語版）を、本種の生き残りやアボリジニに受け継がれてきた本種の記憶だとする研究者もいる。